# Rey Zhao de Zhou
Zhao de Zhou (en chino, 周昭王; pinyin, Zhōu Zhāo Wáng) o Chao de Chou fue el cuarto rey de la dinastía Zhou de China.
Reinó entre el 995 y el 977 a. C. o el 977/975 al 957 a. C.
El reinado de Zhao ocurrió en un punto en que la dinastía Zhou se había expandido por las llanuras centrales de China, y vuelto su atención al sur. Zhao fue asesinado, y su ejército de campaña fue aniquilado al sur del río Han, estableciéndose el límite del control directo del sur, durante la dinastía Zhou occidental.
Según la interpretación tradicional moralista de la vida de Zhao, amaba el placer y prescindía de la política. Como resultado, la dinastía comenzó a tambalearse bajo su inepto gobierno. Zhao, especialmente gustaba de las plantas y animales raros, así que decidió hacer un viaje al estado de Chu, al saber que un emisario anunció que allí habían capturado un extraño pájaro. Después de cruzar el río Han, se dio cuenta de que era una trampa, y tras varias batallas indecisas con las fuerzas de Chu, comenzó a retirarse, a la vez que practicaba el saqueo de la región. Luego subió a un barco en el río Han, pero se abrió una vía de agua, el rey se ahogó.
Le sucedió su hijo, Mu.
| Predecesor: Rey Kang de Zhou | Rey de China 995 a. C. - 977 a. C. | Sucesor: Rey Mu de Zhou |